# Pierre Nguyễn Soạn
Pierre Nguyễn Soạn (Phước Sơn, 15 dicembre 1936 – Quy Nhơn, 8 luglio 2024) è stato un vescovo cattolico vietnamita.

## Biografia
Pierre Nguyễn Soạn nacque il 15 dicembre 1936 a Phước Sơn, comune del distretto Tuy Phước nella provincia di Binh Dinh. Studiò filosofia e teologia presso il seminario minore Làng Sông di Quy Nhơn, successivamente al seminario minore di Nha Trang ed infine presso la Pontificia Accademia San Pio X di Da Lat. Frequentò anche l'università di Saigon, ottenendo la laurea in letteratura inglese nel 1971.
Fu ordinato prete il 21 dicembre 1968, incardinandosi nella diocesi di Quy Nhơn.
Dopo l'ordinazione sacerdotale fu inviato a Roma per studiare presso la Pontificia università urbaniana, dove conseguì il dottorato in diritto canonico nel 1974.
Tornato in patria proprio verso la fine della guerra, durante la riunificazione del Vietnam fu parroco della parrocchia di Qui Hải e direttore del seminario di Quy Nhơn. Nel 1989 fu nominato vicario generale e parroco della cattedrale.
Il 3 giugno 1999 papa Giovanni Paolo II lo nominò vescovo di Quy Nhơn. Ricevette l'ordinazione episcopale il 12 agosto seguente per imposizione delle mani dell'arcivescovo Étienne Nguyễn Như Thể.  
Per la conferenza episcopale del Vietnam fu segretario generale per due mandati dal 2001 al 2007.
Partecipò al X Sinodo dei vescovi nell'ottobre 2001 e fu eletto membro del Comitato elettorale post-sinodale.
Resse la diocesi per 13 anni, ritirandosi il 30 giugno 2012 per raggiunti limiti d'età.
Morì presso la casa di riposo diocesana a Quy Nhơn l'8 luglio 2024 all'età di 87 anni.

## Genealogia episcopale
La genealogia episcopale è:
- Patriarca Eliya XII Denha
- Patriarca Yukhannan VIII Hormizd
- Vescovo Isaie Jesu-Yab-Jean Guriel
- Arcivescovo Augustin Hindi
- Patriarca Yosep VI Audo
- Patriarca Eliya XIV Abulyonan
- Patriarca Yosep Emmanuel II Thoma
- Vescovo François David
- Arcivescovo Antonin-Fernand Drapier, O.P.
- Arcivescovo Pierre Martin Ngô Đình Thục
- Arcivescovo Philippe Nguyễn Kim Điền, P.F.I.
- Arcivescovo Étienne Nguyễn Như Thể
- Vescovo Pierre Nguyễn Soạn